# Elia Caprile
Elia Caprile (* 25. August 2001 in Verona) ist ein italienischer Fußballtorwart, der in Diensten der SSC Neapel.

## Karriere
Caprile wurde bei Chievo Verona in seiner Geburtsstadt Verona ausgebildet und 2020 im Alter von 19 Jahren vom Leeds United verpflichtet. Für die Saison 2021/2022 wurde er zu Pro Patria ausgeliehen.
Zur Saison 2022/23 wechselte er zu Bari.
Im Juli 2023 wechselte er zum Erstligisten SSC Neapel, der ihn aber wiederum bis zum Ende der Saison 2023/24 an FC Empoli verlieh.
Zur Saison 2024/25 kehrte er zurück zum Neapel und gab seine Debüt mit dem Partenopei-Trikot in dem 5. Spieltag gegen Juventus Turin, als er in der 36. Spielminute für Alex Meret eingewechselt wurde.
Am 7. Januar 2025 wechselte er auf Leihbasis mit Kaufrechts innerhalb der Serie A zu Cagliari.